# Matka s dítětem (Jiří Myszak)
Matka s dítětem je keramická exteriérová plastika v ostravské části Zábřeh.

## Historie a popis díla
Abstraktní Matku s dítětem vytvořil jako hlavní autor český akademický sochař Jiří Myszak (1925–1990) v letech 1963–1966 nebo 1963–1964. Spoluautory díla jsou architekti Jiří Smejkal (1939–2013) a Bronislav Firla (*1924). Je to plastika vytvořená ze šamotu, která je shodná s plastikou pro ZŠ v Karviné (dnes ZUŠ Bedřicha Smetany). Dílo představuje sedící ženu, která drží své dítě v náručí. Tehdejším investorem díla byl Krajský investorský útvar Ostrava. V roce 2017 byla plastika opravena Jaroslavou Rybovou, protože vlivem vandalismu byla bez hlavy. Nachází se na trávníku na nízkém kvádrovém soklu před ZŠ Volgogradská. Hlavní rozměry díla:
| Výška   | 1,80 m |
| Šířka   | 1,80 m |
| Hloubka | 0,90 m |

## Další informace
Dílo je celoročně volně přístupné.[zdroj?]

## Galerie

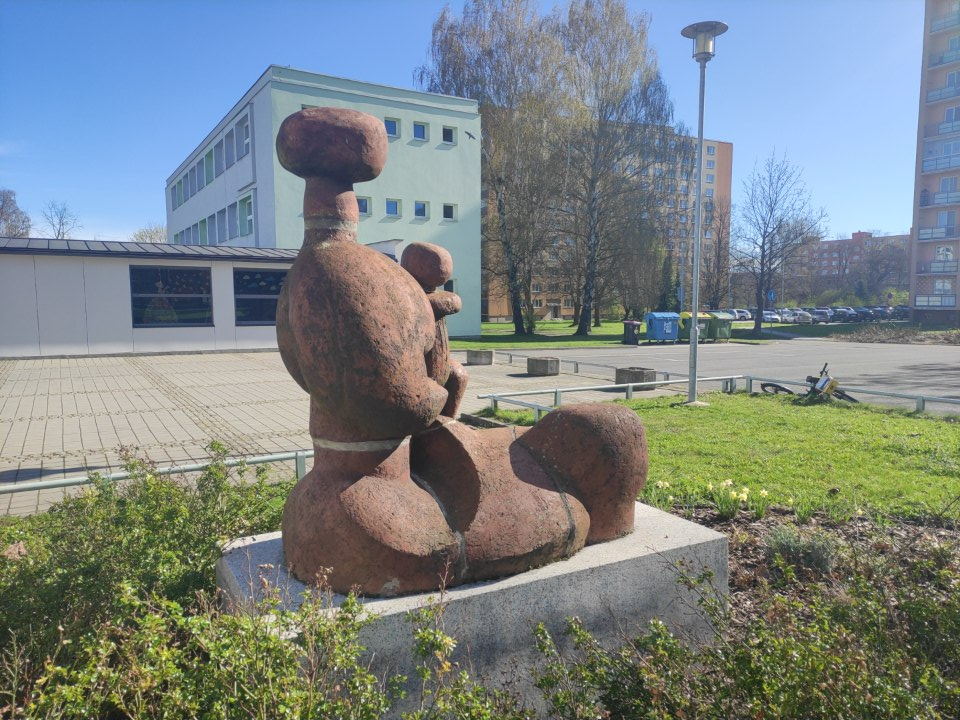
Dílo na pozadí ZŠ Volgogradská